# Пенджикент
Пенджикент – місто у Республіці Таджикистан, адміністративний центр Пенджикентської нохії Согдійської області. До 1953 року – селище.

## Географія
Місто розташовано у долині річки Зеравшан, у 68 кілометрах на південний схід від Самарканда, і в 320 кілометрах на південний захід від Худжанда.

### Клімат
Місто знаходиться у зоні, котра характеризується вологим континентальним кліматом з теплим літом. Найтепліший місяць — липень із середньою температурою 22.8 °C (73 °F). Найхолодніший місяць — січень, із середньою температурою -1.6 °С (29.1 °F).
| Клімат Пенджикента      | Клімат Пенджикента | Клімат Пенджикента | Клімат Пенджикента | Клімат Пенджикента | Клімат Пенджикента | Клімат Пенджикента | Клімат Пенджикента | Клімат Пенджикента | Клімат Пенджикента | Клімат Пенджикента | Клімат Пенджикента | Клімат Пенджикента | Клімат Пенджикента |
| Показник                | Січ.               | Лют.               | Бер.               | Квіт.              | Трав.              | Черв.              | Лип.               | Серп.              | Вер.               | Жовт.              | Лист.              | Груд.              | Рік                |
| Середня температура, °C | −1,6               | −0,4               | 4,9                | 11,2               | 15,6               | 20,5               | 22,8               | 21,1               | 16,4               | 10,4               | 5,5                | 1,4                | 10,7               |
| Норма опадів, мм        | 53                 | 53.2               | 85                 | 94                 | 62.6               | 11.1               | 6                  | 2.6                | 4.6                | 31.8               | 33.9               | 48.7               | 486.5              |
| Днів з опадами          | 10,7               | 11,3               | 13,5               | 12,1               | 9,3                | 3,1                | 2,3                | 1,2                | 1,7                | 5,6                | 7,5                | 9,6                | 87,9               |
| Вологість повітря, %    | 66.1               | 66.9               | 64.4               | 60.9               | 53.8               | 42.3               | 41.3               | 42.1               | 45.3               | 55.1               | 59.1               | 64.4               | 55.1               |
| ----------------------- | ------------------ | ------------------ | ------------------ | ------------------ | ------------------ | ------------------ | ------------------ | ------------------ | ------------------ | ------------------ | ------------------ | ------------------ | ------------------ |
| Джерело: Weatherbase    |                    |                    |                    |                    |                    |                    |                    |                    |                    |                    |                    |                    |                    |

## Промисловість
У Педжикенті розташовано виноробний, цегляний, молочний, тютюново-ферментаційний, консервний завод, м’ясокомбінат, рисомельний комбінат.

## Населення
Населення Педжикента станом на 1974 рік становило 16 тис. мешканців, станом на 2010 рік населенням міста складало станом на 2013 рік – 40 тисяч.

## Культура

### Освітні заклади
У місті знаходиться педагогічне училище, історико-краєзнавчий музей.

### Пам’ятки архітектури
На південно-східній околиці сучасного Педжикента знаходяться руїни согдійського міста – давнього Пянджикента – унікальна пам’ятка домусульманської культури Середньої Азії. Його дослідження почалось ще в 1946 році. Місто існувало з 5 до середини 8 століття. У 1-й чверті 8 ст. Пянджикент був зруйнований арабськими завойовниками, а через деякий час занепав.
Саразм — поселення IV – II тисячоліть до н.е. поблизу Пенджикента із збереженими храмами вогню, громадськими і житловими будівлями, культовими і палацовими спорудами. Загальна площа поселення перевищує 100 гектарів. Саразм був центром стародавнього рудовиробництва, золото і срібло, яке було виготовлено в місті  експортувалось у країни Середнього і Близького Сходу та Західної Індії. При розкопках в Саразмі був знайдений палацовий комплекс площею понад 250 квадратних метрів.
На окраїні сучасного Пенджикента розташована середньовічна цитадель оточена житловими будівля з настінними розписами, недалеко від центру городища є некрополь. Це місце називається Кайнар за назвою джерела. Але найбільше прославилось городище давнього Педжикента живописними стінними розписами, які збереглися попри понад 1300-річне знаходження в завалах.
У гірському поселенні Мазорі Шариф знаходиться мавзолей Мухаммада Башоро – знавця хадисів (розповідей про вчинки і висловлювання пророка Мухаммада і його послідовників). Портал мавзолею серед написів має точне датування – 743 рік Хіджри, що відповідає 1342-1343 рокам.
Мавзолей засновника класичної таджицької поезії Абу-Абдулло Рудакі був збудований у 1958 році. Це пов’язано з тим, що до кінця не була вивчена біографія поета і відповідно не було досліджено місце його поховання. Відомо, що Рудакі останні дні свого життя провів у бідності і помер у 941 році у рідному поселенні Панджруд недалеко від Пенджикента.
На деякій відстані від Пенджикента розташований архітектурний комплекс Хазраті-Бобо (кишлак Чорку, м. Ісфара). Звідси ще одна його назва – мавзолей Чорку. У комплекс входять культові споруди різного часу будівництва, головним з яких є мавзолей святого, якого місцеве населення називає по різному «Хаст-і-Подшох», «Хаст-і-Амір», «Амір Хамза Сохібкірон» 